# Kanton Vigy
Vigy is een voormalig kanton van het Franse departement Moselle. Het kanton maakte deel uit van het arrondissement Metz-Campagne. Het kanton werd op 22 maart 2015 opgeheven en de gemeenten werden opgenomen in het op die dag opgerichte kanton Pays Messin

## Gemeenten
Het kanton Vigy omvatte de volgende gemeenten:
- Antilly
- Argancy
- Ay-sur-Moselle
- Burtoncourt
- Chailly-lès-Ennery
- Charleville-sous-Bois
- Charly-Oradour
- Ennery
- Les Étangs
- Failly
- Flévy
- Glatigny
- Hayes
- Malroy
- Noisseville
- Nouilly
- Sainte-Barbe
- Saint-Hubert
- Sanry-lès-Vigy
- Servigny-lès-Sainte-Barbe
- Trémery
- Vigy (hoofdplaats)
- Vry